# Сиско Хајтс (Вашингтон)
Сиско Хајтс (енгл. Sisco Heights) насељено је место без административног статуса у америчкој савезној држави Вашингтон.

## Демографија
По попису из 2010. године број становника је 2.696.
| Група             | 2000.    | 2010.         |
| Белци             | 0 (0,0%) | 2.451 (90,9%) |
| Афроамериканци    | 0 (0,0%) | 11 (0,4%)     |
| Азијати           | 0 (0,0%) | 21 (0,8%)     |
| Хиспаноамериканци | 0 (0,0%) | 121 (4,5%)    |
| Укупно            | 0        | 2.696         |